# Henri Renaud
Pour les articles homonymes, voir Henri Renaud (homonymie) et Renaud (homonymie).
Henri Renaud est un graveur sur bois français, né le 14 octobre 1914 à Seloncourt et mort le 3 février 1986 à Fontaine-lès-Dijon.
Il a suivi les cours de l'école Estienne de 1929 à 1933 et il est devenu graveur pour la Banque de France pour de nombreux billets de banque est également renommé dans le monde de l'édition de livres d'art.

## Œuvres
Pour de nombreux éditeurs d'art, il a gravé les œuvres de Tsugouharu Foujita, Raoul Dufy, André Dunoyer de Segonzac, Maurice de Vlaminck, Jean Commère, Jean-Pierre Tertre, André Dignimont, Leonor Fini, Raymond Carrance, Roger Chapelain-Midy, Tavy Notton, Salvador Dalí.
Il a aussi gravé des lettrines, des bandeaux, des frontispices, pour l'imprimeur Dominique Viglino, notamment sur bois, dont les reproductions de timbres pour les catalogues Yvert et Tellier, les illustrations des enveloppes premier-jour pour les éditions Jean Farcigny, les catalogues d'instruments de chirurgie pour la société Luer.
Une de ses œuvres a été réalisée pour l'architecte Fernand Pouillon, qui était devenu dans les années 1970 éditeur de livres d'art et d'architecture avec sa maison d'édition « le Jardin de Flore ». Pendant trois ans de 1975 à 1978, il a gravé selon la technique ancienne, sur buis et au burin, les 16 planches de l'Apocalypse d'Albrecht Dürer. Ces planches font désormais partie du fonds du musée de l'Imprimerie de Lyon et l'une d'entre elles est en exposition permanente. Pour Pouillon, il a également gravé les lettrines de tête de chapitre de l'édition de son roman Les Pierres sauvages (Seuil, 1964) dans l'édition luxueuse du Jardin de Flore.
Henri Renaud a aussi participé à l'illustration du livre L'Apocalypse de Saint-Jean pour l'éditeur Joseph Foret.
Il a encore gravé pour divers éditeurs, des reproductions gravées sur bois pour illustrer Les Mille et Une Nuits, Les lettres persanes de Montesquieu, Tristan et Iseult, La Ville dont le prince est un enfant de Henry de Montherlant, Le voyage en Orient de Gérard de Nerval, Paris de ma fenêtre de Colette, Les Nouvelles Nourritures de André Gide, La boîte à pêche de Maurice Genevoix.

## Billets de banque
À partir de 1963, il devient l'un des graveurs de la Banque de France, sur bois et sur cuivre, affecté à la fabrication des Billets de banque en franc français, ainsi que des billets des anciennes colonies françaises. Ainsi il a gravé, pour une ou pour les deux faces, les billets français de 5 francs Pasteur, 10 francs Berlioz, 20 francs Debussy[réf. nécessaire], 50 francs Quentin de La Tour, 100 francs Delacroix[réf. nécessaire] et 200 francs Montesquieu, ainsi que de nombreux billets d'Afrique et d'Océanie.

## Expositions
L’œuvre de gravure d'Henri Renaud est exposée du 23 novembre 2012 au 3 mars 2013 au musée de l'Imprimerie de Lyon à travers les éditions du Jardin de Flore de Fernand Pouillon.
Un hommage lui est rendu dans sa ville natale de Seloncourt, lors du Salon d'Art, du 9 au 24 novembre 2024.